# 써티 세컨즈 오버 도쿄
써티 세컨즈 오버 도쿄(Thirty Seconds Over Tokyo)는 미국에서 제작된 머빈 르로이 감독의 1944년 전쟁, 드라마 영화이다. 밴 존슨 등이 주연으로 출연하였고 샘 짐발리스트 등이 제작에 참여하였다.

## 출연

### 주연
- 밴 존슨
- 로버트 워커
- 팀 머독

### 조연
- 돈 드포
- 필리스 새스터
- 스티븐 맥널리
- 존 R. 레일리
- 로버트 미첨

## 제작진
- 원작자: 테드 W. 로슨
- 원작자: 로버트 콘시딘
- 미술: 세드릭 기븐스
- 미술: 폴 그로에스
- 특수효과: A. 아놀드 질레스피